# 硝子の少年
「硝子の少年」（がらすのしょうねん）は、KinKi Kidsのデビューシングル。1997年7月21日に8cmCDで発売。発売元はジャニーズ・エンタテイメント。
2007年12月26日に12cmCD（マキシシングル）として再発売されている。

## 解説
1993年からジャニーズJr.として活動していたKinKi Kidsのメジャーデビューシングル作品であり、1997年に設立されたレコード会社「ジャニーズ・エンタテイメント」から初めて発売された作品である。また、本作はアルバム『A album』と同時発売された。
初回プレスは本作とアルバムの『A album』がセットになった仕様で発売された。本作の初回盤は卓上カレンダー付きであり、このセット販売の発案者は小杉理宇造である（韓国アイドルの発売形態の礎になっている初期では『光GENJI』など）。初回プレス数は100万枚製作され完売している。また初回プレス版は、マキシシングルのジャケット仕様に8cmシングルが収められている。
シングルとアルバムが同時発売となったのは、KinKi Kidsをデビューさせるために、ジャニー喜多川の意向を汲んだ上でのもの。山下達郎は後日談として、「ジャニーさんは、かわいいやつはデビューさせたくないんです」とし、「キンキも『Kissからはじまるミステリー』でデビューのはずだったが、ジャニーさんがイヤだと言った。デビューさせたくないと。で、次に『硝子の少年』を書いて、それもイヤだと言って。（ジャニーは）アルバムでデビューさせたいと言うので、しょうがないのでアルバムとシングルを同一パッケージ仕様にした」とのこと。

### 製作
既にアイドルとしてキャリアがあったKinKi Kidsの満を持してのデビューシングルとなる本作の製作にあたり、松本隆と山下達郎にはジャニー喜多川らから「オリコンチャートでの初登場1位」と「ミリオンセールス」が必要最低条件として課された。そのため、山下は「この楽曲を製作する時は、かなりのプレッシャーだった」と語っている。
松本隆はジャニーズ事務所から「10代の少年をテーマにした曲を作ってほしい」と依頼された。またジャニー喜多川からは、「この子たちは人気があるからミリオンね」とだけ注文を受けたという。
しかし松本は歌謡界の一線から7年間も遠のいていた時期であった為、オファーを受けたものの「松本隆の賞味期限は切れてるのではないか」と不安だったという。
その後松本と山下は、すぐに曲作りの打ち合わせに入り、二人は「ポップスの王道に戻った曲を作ろう」という意見で一致した。松本はインタビューで「今（当時）のポップスは全体的に、デジタル化されてサバサバしている。昔のビートルズ、エルビス・プレスリーのように、詞に情感があって、胸にキュンとくる、きれいなメロディーが重なる歌に戻ってみようと思ったんです」と語っている。
当初は3rdシングルとなった『ジェットコースター・ロマンス』をデビュー曲として提唱、事務所からも了承を得たが、山下自身が「（この曲では）100万枚行かない」と納得がいかず、「もう1週間くれ」と言って本曲が製作された。尚、デビュー前より披露されていた『Kissからはじまるミステリー』（1stアルバム『A album』収録）もデビュー曲候補であったが、ジャニーより却下されている。
山下は作曲にかなりの困難を極めたが、70～80年代を代表するヒットメーカーで、ジャニーズでも近藤真彦や少年隊などのヒット曲を数多く手掛けてきた作曲家・筒美京平を引き合いに「筒美京平だったらどういう曲を書くのか」という視点で完成させた。また山下は、それまでのジャニーズとKinKi Kidsの2人とはかなり違うイメージを感じ、光一も剛も声が濡れていて、それまでの開放感のあるジャニーズの歌声とはちょっと違う印象を強く抱いたそうで、アイドルのデビュー曲にもかかわらず、あえてせつないマイナー調のメロディーに拘り製作した、ある意味確信犯的に製作した楽曲である。
関係者にデモテープを聞かせた際には「暗い」、「古臭い」、「踊れない」等の酷評や反対があったが「ジャニーズの歴史を踏まえてイメージした楽曲でもあり、二人に合った曲はこれしかない！」と断言。デビュー・シングルの楽曲として選ばれた。販促用のパンフレットには「フォーリーブスを生きたママたちと、今まさにKinKiを生きる娘たちとが、時を越えてつながる何かを表現できたらと思い、この曲を作りました」とのコメントを寄せている。また、スタッフの感想を聞きメンバー二人が不安を覚えたが、山下が二人に「大丈夫だよって。あなたたちが40歳になっても歌える曲だから」と伝えたそうである。
松本は、詞を書く対象の歌手から直感的に特徴を読み取ることができ、KinKi Kidsの2人が放つ「輝きや独特な危うさ」をどのように表現するか考え抜いたが、何度も書き直してもジャニーズ側からなかなかOKが出なかった。
詞のテーマがなかなか決まらず一晩悩んでいた時に、テレビをつけた際に偶然KinKi Kidsの2人がテレビに映り、その姿を見て「壊れやすそうだけど、したたかそうだな」「あ、ガラスの少年だ！」と直感し、今までの悩みが嘘のように「この子達、ガラスの少年じゃないか！」と目の前が晴れ、さらに兼ねてより「バスでは別れなどドラマがあるはずで、バスにまつわる歌を書きたい」と思っていたことから「物語が滝のように溢れてあっという間にできた」という。
また、山下の「素晴らしい出来」と評した原曲を聞き、KinKiの2人に純粋さ、素直さを感じていた松本は、「この子たちなら、全世代の人たちに向けて、人間が今忘れかけている愛や夢、希望を、歌で表現してくれる」と確信したという。
発表当時の「援助交際」が横行する時代を憂えて、松本は「指に光る指環　そんな小さな宝石で　未来ごと売り渡す君が哀しい」と歌詞に綴り、KinKiが歌うこのメッセージを、少女たちが真摯に受け止める願いを込めた。傷つきやすい少年、少女の思いを「ぼくの心はひび割れたビー玉さ」に託したという。アイドルという言葉にはある種の軽い響きがあるが、KinKiの2人は、松本も驚く重厚な説得力で歌い上げた。
大ヒットに松本は「ファッションは変化しても、人間はお金よりも大切な、純粋な心を本質的に持っているんだなと感じましたね。若者から中高年まで幅広い人が共感し、カラオケで歌ってくれることがうれしい」と答えている。
山下もこの曲の大ヒットを受け、山下が楽曲提供した曲の代表作となり、自身のライブにて何度もこの曲をセットリストに加え、現在も演奏している。

### エピソード
KinKi Kidsは後日「ターニングポイントとなった曲」として、2001年に発表した二人の共作曲『愛のかたまり』とこの曲の2曲を挙げている。しかしこの曲の強烈さが印象に残りすぎて、11枚目のシングル『ボクの背中には羽根がある』と出会うまで、当時は方向性に悩んでいたという。
剛は当時、先輩方のデビュー曲はキラキラキラって感じの楽曲ってイメージがあり、ユーロビートとかが流行ってた時代だった為、急にマイナーコードの歌謡曲テイストの楽曲が入ってきて、「これでデビューする！」となり、かなり驚いたそうである。また、デビュー曲は、もっと明るい、派手な、みたいな曲であることを子どもながらに思っていたそうで、この曲を聞き「この感じ？」という気持ちがあったそうである。また、ジャニー喜多川も「この暗いの行くの？っていう雰囲気はあった」そうだが、スタッフとの話し合いの中で最終的に「これで行きましょう！」と決定したそうである。
後日のインタビューで、光一は「達郎さんから、僕たちが30代、40代、50代になっても歌える曲としていただいた曲で、本当にその言葉通りになった。今歌っても全然恥ずかしくない。でも、いつになっても歌うときに緊張する曲。」、剛は「今も大切に歌わさせていただいていますけど、いまだに難しい。歌う時はすごい毎回緊張してるし、今日はなんかうまくいったなという時と、全然アカンかった時とか、お前次第やからなと言われてる感じもあって、すごい勉強になる。」と答えている。

## チャート成績
オリコン週間ランキングで、初週31.5万枚を売り上げ、初登場1位を獲得した。CD累計売上は179.3万枚（オリコン調べ）を記録しており、シングルの中では自身最大ヒット作品である。またジャニーズ事務所としては、近藤真彦の『スニーカーぶる〜す』以来、2作目のミリオンセールスとなった。ジャニーズ事務所は、再度ミリオンセールスを達成する事は悲願であったと同時に、平成時代最初のミリオンセールスとなった。
当時のCDシングルは1,000円が相場だったが、カップリング曲が収録されないシングルは半額の500円で販売する方策が1995年頃からCDシングル業界に多く取り入れられており、本作も同様に500円で発売された。初回プレス分は「硝子の少年」と、同時発売のデビューアルバム『A album』が卓上カレンダーと一緒にセット販売され、100万枚製作され完売した。結果、『A album』もおよそ100万枚を売り上げ、オリコンチャートで同一週のシングル・アルバムどちらも全く同じ売り上げ枚数となった。
また、デビューシングルとファーストアルバムの両方ミリオンセールスを達成したのは、DEENに続いて2組目となった。

## 収録曲
1. 硝子の少年 [4:43]
（作詞：松本隆　作曲・編曲：山下達郎）
本作が発売された翌年（1998年）の『第70回選抜高等学校野球大会』入場行進曲に採用された。
発売19年後（2016年）の『第67回NHK紅白歌合戦』に初出場し歌唱した[21]。演奏の編曲は、KinKi Kids出演のフジテレビ系音楽バラエティ番組『LOVE LOVE あいしてる』のアレンジャーだった吉田建が担当した[22]。
自身の2007年のベスト・アルバム『39』発売時のファン投票で7位にランクインした。
2. 硝子の少年（オリジナル・カラオケ） [4:39]

出版者：ブライト・ノート・ミュージック

## 参加ミュージシャン
※クレジットは『KinKi Single Selection』より
- Arrange, Background Vocal, Keyboards, Electric Guitar：山下達郎
- Programmer：橋本茂昭
- Electric Guitar：佐橋佳幸
- Keyboards,Acoustic Piano：難波弘之
- エンジニア：内沼映二[23]

## カバー
2002年12月26日に発売された、タッキー&翼のライブDVD『「Hatachi」deデビューGiants Hits Concert with all ジャニーズJr.』に収録されている「Johnny's Jr. Concert タッキー&翼 ジャニーズJr.総出演！」公演パートにて同グループがメドレーの序盤に披露した。
同グループは後の2012年9月11日発売の『TEN』の10 PEST版に付属されたDVD収録のデビュー10周年記念ライブイベントにてメドレーにてカバー披露した。
2012年9月26日に発売された山下達郎のベストアルバム『OPUS 〜ALL TIME BEST 1975-2012〜』の初回限定ボーナスディスクには、山下が歌うバージョンが収録されている。これは、デモ・ボーカルにKinKi Kidsのカラオケを重ねたテイクで、過去に数回ラジオで放送されていたものである。また、堂本光一が所有していた「硝子の少年 練習用」として山下達郎からジャニー喜多川経由でKinKi Kidsに渡されたデモテープの一部が、KinKi Kids出演のフジテレビ系バラエティ番組『KinKi Kidsのブンブブーン』2020年6月6日放送分にて放送された。尚、練習用デモテープでは、現在の歌詞と一部違っている。

## 収録アルバム
- B album
- KinKi Single Selection
- 39
- The BEST

## 映像作品
- us
- Asian Biggest Live with 光一Birthday KinKi Kids 3 days Panic! at TOKYO DOME '98-'99
- KinKi KISS Single Selection
- 風雲再起近畿小子2001台北演唱會 〜KinKi Kids Returns! 2001 Concert Tour in Taipei〜
- KinKi Kids Dome F Concert 〜Fun Fan Forever〜
- KinKi Kids Dome Tour 2004-2005 -Font De Anniversary.-
- 39（初回限定盤）
- Ø（初回限定盤）
- We are Øn' 39!! and U? KinKi Kids Live in DOME 07-08
- KinKi you DVD
- KinKi Kids concert tour J
- KinKi Kids 2010-2011 〜君も堂本FAMILY〜
- K album（初回限定盤）
- King・KinKi Kids 2011-2012
- KinKi Kids Concert -Thank you for 15years- 2012-2013
- KinKi Kids Concert 2013-2014「L」
- KinKi Kids Concert 「Memories & Moments」
- 2015-2016 Concert KinKi Kids
- We are KinKi Kids Dome Concert 2016-2017 TSUYOSHI & YOU & KOICHI
- MTV Unplugged: KinKi Kids
- KinKi Kids CONCERT 20.2.21 -Everything happens for a reason-
- KinKi Kids Concert Tour 2019-2020 ThanKs 2 YOU
- KinKi Kids O正月コンサート2021
- KinKi Kids Concert 2022-2023 24451〜The Story of Us〜
- P album（初回盤A）
- KinKi Kids Concert 2023-2024 〜Promise Place〜
- 39 Very much